# Pseudosmittia brachydicrana
Pseudosmittia brachydicrana är en tvåvingeart som först beskrevs av Edwards 1927.  Pseudosmittia brachydicrana ingår i släktet Pseudosmittia och familjen fjädermyggor. Inga underarter finns listade i Catalogue of Life.